# Dedemsvaart (Overijssel)
Pour les articles homonymes, voir Dedemsvaart.
Dedemsvaart est un village néerlandais, situé en province d'Overijssel, appartenant à la commune d'Hardenberg. En 2009, sa population était de 12 044 habitants.